# Państwowe Liceum i Gimnazjum im. Hetmana Stanisława Żółkiewskiego w Żółkwi
Państwowe Liceum i Gimnazjum im. Hetmana Stanisława Żółkiewskiego w Żółkwi – polska szkoła z siedzibą w Żółkwi w okresie II Rzeczypospolitej, od 1938 o statusie gimnazjum i liceum ogólnokształcącego.

## Historia
Pierwotnie w okresie zaboru austriackiego postanowieniem z 17 lipca 1908 zostało powołane C. K. Państwowe Gimnazjum klasyczne z polskim językiem wykładowym w Żółkwi. Uroczyste otwarcie szkoły miało miejsce 19 września 1908. Od początku istnienia szkołę ulokowano w parterowym skrzydle klasztoru oo. Dominikanów. Od 1 września 1908 istniała jedna klasa, w kolejnych latach wprowadzano kolejne, wskutek czego w roku szkolnym 1913/1914 działało osiem klas w 13 oddziałach. 
Dla uczniów gimnazjum działały w mieście trzy bursy: jedna polska (TSL im. Bartosza Głowackiego) i dwie ruskie. W 1912 zatwierdzono wybór św. Stanisława Biskupa na patrona Gimnazjum. Przed 1914 planowano budową nowego gmachu dla szkoły, jednak zamiarom przeszkodził wybuch I wojny światowej. 
W roku szkolnym 1914/1915 oraz 1918/1919 szkoła była nieczynna z uwagi na działania wojenne. Po odzyskaniu przez Polskę niepodległości władze II Rzeczypospolitej nadały Gimnazjum patronat „Hetmana Stanisława Żółkiewskiego”. Gimnazjum działało w type humanistycznym. Szkoła mieściła się we własnym budynku, położonym w rynku na zamku królewskim w Żółkwi. W 1926 w gimnazjum prowadzono osiem klas w 9 oddziałach, w których uczyło się 323 uczniów płci męskiej oraz osiem uczennic.
Zarządzeniem Ministra Wyznań Religijnych i Oświecenia Publicznego Wojciecha Świętosławskiego z 23 lutego 1937 „Państwowe Gimnazjum im. Hetmana Stanisława Żółkiewskiego w Żółkwi” zostało przekształcone w „Państwowe Liceum i Gimnazjum im. Hetmana Stanisława Żółkiewskiego w Żółkwi” (państwową szkołę średnią ogólnokształcącą, złożoną z czteroletniego gimnazjum i dwuletniego liceum), a po wejściu w życie tzw. reformy jędrzejewiczowskiej szkoła miała charakter koedukacyjny, a wydział liceum ogólnokształcącego był prowadzony w typie humanistycznym łączonym z przyrodniczym.

## Dyrektorzy
- Kazimierz Eljasz (1 IX 1908 – VI 1915, IX 1915 –)[8][2]
- dr Stanisław Czerski (1915 –, tymczasowy kierownik)[9][2]
- Henryk Krzyżanowski (1921 –)[10][2]
- Michał Radomski (– 30 XI 1931)[11][12]
- Aleksander Hauser (1931 –)[13]

## Nauczyciele
- Stanisław Bietkowski
- Benedykt Halicz
- Leon Schnür-Pepłowski
- Stanisław Umański

## Uczniowie i absolwenci
Absolwenci
- Józef Bryk
- Tadeusz Danilewicz – oficer (1913)
- Jan Dobrzański – psycholog (1922)
- Henryk Gruber – urzędnik (1916)
- Jan Lachowicz – generał (1916)
- Adam Studziński – duchowny rzymskokatolicki
- Eugeniusz Tomaszewski – duchowny rzymskokatolicki

Uczniowie
- Feliks Bednarski – duchowny rzymskokatolicki, dominikanin